# Maihueniopsis conoidea
Maihueniopsis conoidea är en kaktusväxtart som först beskrevs av Friedrich Ritter och Curt Backeberg, och fick sitt nu gällande namn av Friedrich Ritter. Maihueniopsis conoidea ingår i släktet Maihueniopsis och familjen kaktusväxter. Inga underarter finns listade i Catalogue of Life.